# Manihiki
Manihiki (alter Name: Humphrey Island) ist ein Atoll der Cookinseln, das als „Insel der Perlen“ bekannt ist. Das angenähert dreieckige Atoll liegt etwa 1200 km nördlich von Rarotonga und 44 km südlich des Nachbaratolls Rakahanga.

## Geographie und Tourismus
Manihiki ist die Spitze eines Unterwasserberges, der sich 4000 m über den Meeresgrund erhebt. Die 9 km breite Lagune wird von 43 teils winzigen Riffinseln (Motus) mit insgesamt 5,4 km² Fläche umsäumt.
Auf dem Atoll gibt es zwei Dörfer. Tauhunu, die größere der beiden Ansiedlungen, liegt im Westen, das zweite Dorf Tukao im Norden, wo sich auch der Flugplatz Manihiki befindet.
Die Insel ist bekannt für ihre schwarzen Perlen; in der Lagune gibt es mehrere Perlenfarmen. Die größte Farm hält 250.000 Perlmuscheln. Es werden Touren auf die Farmen organisiert, wo man die Kulturmethoden kennenlernen kann und das Aussetzen der Muscheln zur Zucht beobachten kann. Tauhunu an der Westküste ist für seine Perlenschnitzer und den Fare Ariki – eines der wenigen alten Gebäude, das den Zyklon „Martin“ im November 1997 überstand – bekannt. Das Riff ist gut zum Schwimmen und Schnorcheln geeignet.
Das offene Meer ist ein gutes Fischgewässer, unter anderem werden Bonitos gefangen.
Die Insel kann in einem knapp vierstündigen Flug alle zwei Wochen jeweils dienstags von Rarotonga aus erreicht werden.

## Geschichte
Man nimmt an, dass Polynesier mindestens seit 1500 auf der Insel wohnten. Für die Europäer wurde sie erst am 13. Oktober 1822 von dem US-amerikanischen Schiff Good Hope entdeckt und von Kapitän Patrickson „Humphrey Island“ getauft. Die USA erhoben anschließend  territoriale Ansprüche auf die Insel, die sie 1980 an Neuseeland abtraten.
Ab 1854 wurde Manihiki von Missionaren der London Missionary Society besucht und missioniert.

## Bevölkerung
Die Einwohner sprechen Rakahanga-Manihiki. Beim Zensus 2021 hatte das Atoll 207 Einwohner. Im Jahr 1996 lebten noch 668 Bewohner auf Manihiki; als eine wesentliche Ursache für den starken Bevölkerungsschwund wird der Zyklon „Martin“ angesehen, der im Jahr 1997 schwere Verwüstungen anrichtete und 19 Todesopfer forderte.